# Fieseler Fi 256
Die Fieseler Fi 256 war ein ziviles Mehrzweckflugzeug der Gerhard-Fieseler-Werke.

## Geschichte
Entwickelt wurde das Flugzeug auf Basis der Fieseler Fi 156. Das Flugzeug glich im Aufbau der Fi 156, war jedoch strukturell vereinfacht und etwas vergrößert worden, so dass fünf Personen (ein Pilot vorn und vier Passagiere dahinter) Platz fanden. Die Vorstellung des Entwurfs beim Reichsluftfahrtministerium am 25. September 1940 verlief erfolgreich und so war die Serienproduktion ab Frühjahr 1941 geplant. Der Erstflug der Fi 256 V1 mit Willy A. Fiedler am Steuer fand am 9. Juli 1941 in Kassel-Waldau statt, wobei im Rahmen der weiteren Erprobung Probleme mit dem Seitenruder auftauchten, die eine Modifikation erforderlich machten. Zudem wurde die Form der Höhenruder in trapezförmig geändert und diese etwas nach unten versetzt. Der zweite Prototyp V2 hatte im Herbst 1941 seinen Erstflug, die V3 bis V6 folgten ab Frühjahr 1942. Neben den mindestens neun gefertigten Versuchsmustern wurden wahrscheinlich noch zwischen Dezember 1942 und Ende 1943 in Erfurt bei der Firma Otto Schwade fünf weitere von zwanzig als Vorserienexemplare geplanten Maschinen hergestellt. Die eigentliche Serienproduktion kam nie zustande, da anderen Flugzeugtypen eine höhere Priorität eingeräumt wurde.
Die gefertigten Maschinen wurden als persönliche Transportmaschinen (zum Beispiel von Gerhard Fieseler) verwendet. Heute existiert kein Exemplar mehr.

## Konstruktion
Im Vordergrund der Entwicklung standen die Verdopplung der Reichweite auf 700 km und die Erhöhung der maximalen Fluggeschwindigkeit von 175 auf 215 km/h, wobei die restlichen Parameter (wie gute Langsamflugeigenschaften und der Motor) erhalten bleiben sollten. So wurde vor allem die Aerodynamik verbessert. Die Kabinenfenster wurden rumpfbündig anstatt hervorstehend eingebaut und die Tragflächen erhielten automatisch ausfahrende Vorflügel. Das veränderte luftwiderstandsärmere Fahrwerk, das freitragend direkt am Rumpf befestigt war, wurde an einer Fi 156 (Kennzeichen: D-IGQE) erprobt. Für die Struktur wurde kaum noch Holz verwendet. So bestand die Beplankung der zweiholmigen Tragflächen und eines großen Teils des Stahlrohrrumpfgerüsts aus Aluminiumblechen. Nur für Ruder und Klappen kam eine Stoffbespannung zum Einsatz.

## Technische Daten
| Kenngröße              | Daten Fieseler Fi 256                                             |
| ---------------------- | ----------------------------------------------------------------- |
| Besatzung              | 1                                                                 |
| Passagiere             | 3–4                                                               |
| Länge                  | 9,62 m                                                            |
| Spannweite             | 14,50 m                                                           |
| Flügelfläche           | 24 m²                                                             |
| Flügelstreckung        | 8,8                                                               |
| Flächenbelastung       | 72,9 kg/m²                                                        |
| Leermasse              | 1140 kg                                                           |
| max. Startmasse        | 1750 kg                                                           |
| Höchstgeschwindigkeit  | 215 km/h                                                          |
| Reisegeschwindigkeit   | 200 km/h                                                          |
| Landegeschwindigkeit   | 72 km/h                                                           |
| Mindestgeschwindigkeit | 59 km/h                                                           |
| Steigzeit              | 20,9 min auf 4000 m Höhe                                          |
| Dienstgipfelhöhe       | 4250 m                                                            |
| Reichweite             | 700 km, 1000 km mit Zusatzbehälter                                |
| Startrollstrecke       | 87 m bei Windstille 45 m bei 5 m/s Gegenwind                      |
| Triebwerk              | ein Argus As 10P mit 176 kW (ca. 240 PS) bei 2000/m Startleistung |